# Vilmos Vanczák
Vilmos Vanczák (20 de junho de 1983) é um futebolista que joga no Football Club Sion e na seleção húngara de futebol.

## Títulos
Újpest FC
- Campeonato Hungaro vice-campeão (1): 2003–04

FC Sion
- Copa da Suiça: (2) 2008–09, 2010–11